# Aqchah
Aqchah (arabă آقچه) este un oraș din Afganistan.